# 東亞書法
| 甲骨文 金文 大篆 小篆 隸書 楷書 |

東亞書法是指漢字文化圈的傳統書法，其中漢字書法是東亞各地所共有的書法。中國、越南稱為「書法」，日本稱為「書道」、韩国稱為「書藝」。以毛筆蘸墨書寫，並且常會以印章作為裝飾。
東亞書法的典型概念是「蘸墨水、握毛筆、寫漢字」，講求線條揮灑中透露出來的那股書卷氣。書法被認為是東亞的重要藝術和最優雅的寫字形式。寫好漢字，歷來都是一種素養。它源自中國，受東亞文明社會敬重並被廣泛實踐，包括：中國、日本、越南、朝鮮半島、琉球。它亦促成了其他東亞藝術發展，如：紙鎮、硯、圖章雕刻等，當中以水墨畫影響最深。
就結構而言，漢字有別於歐美的拼音文字，因為它是由筆劃部件組成的表意文字。筆劃部件比字母更繁複。常见的漢字的筆劃部件有如下24個：点、横、豎、撇、捺、提、豎鈎、卧鈎、豎彎、豎彎鈎、豎提、橫鈎、橫折、橫折鈎、橫撇、撇折、撇點、橫折彎鈎、豎折、豎折折鈎、橫折折撇、橫折彎鈎、橫折彎彎鈎、橫折彎。
漢字經過 3000 年的演變，從圖畫、符號到創造、定型，從甲骨文演變為金文、石鼓文，又由大篆到小篆，而至隸書、草書、楷書、行書，各種字體逐漸形成不同風格的書寫藝術。

## 毛筆書法
漢字書法長久以來都用毛筆，筆劃粗幼有明顯不同，傳情表意都比前者更「信、達、雅」。毛筆有多樣的表現力，在漫長的演變發展的歷史長河中，一方面起著思想交流、文化繼承等重要的社會作用，另一方面它本身又形成了一種獨特的造型藝術。而且漢字書法的使用工具也有特別的名稱，稱之為文房四寶，也就是筆、墨、紙、硯。

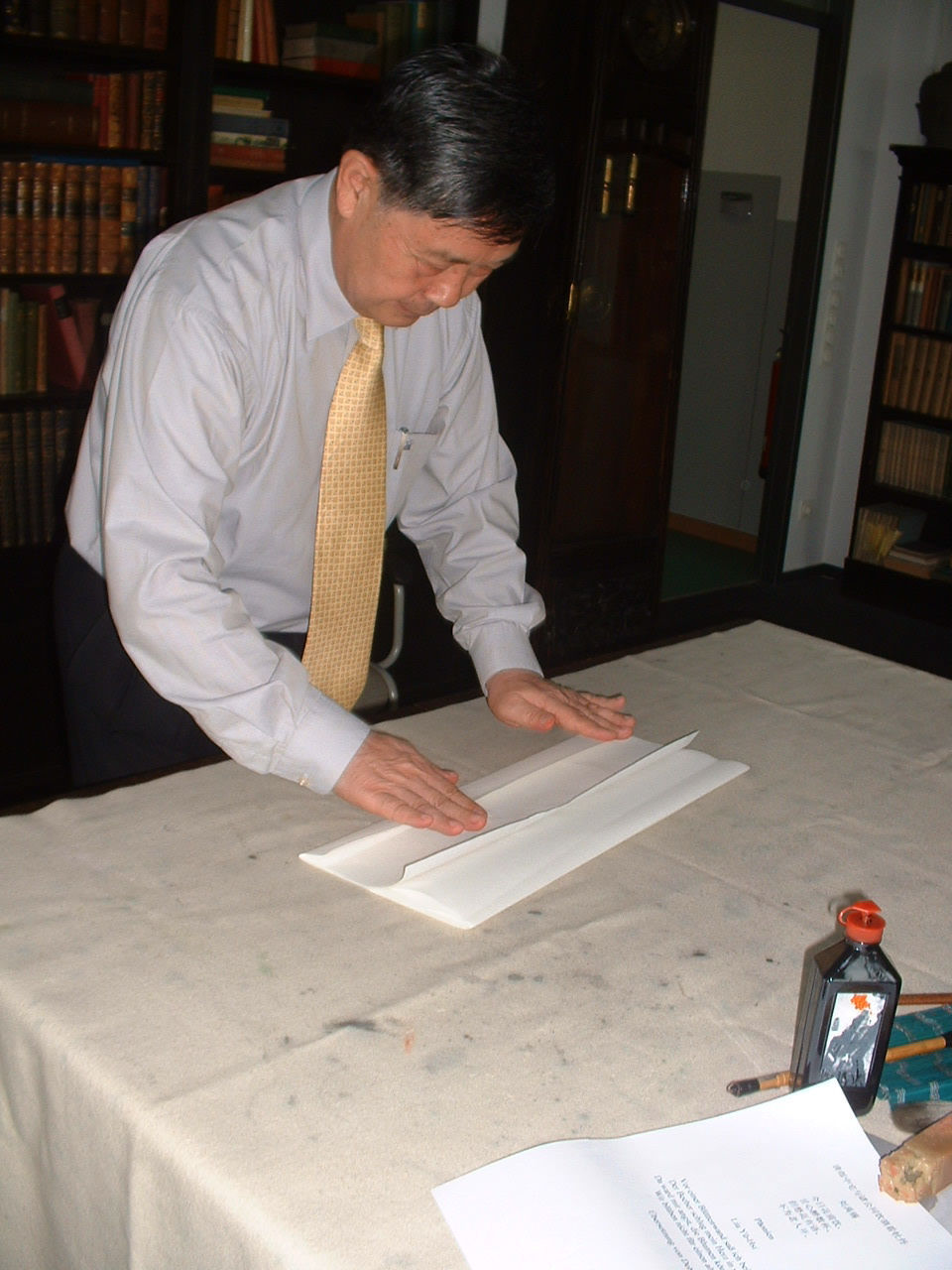
摺紙
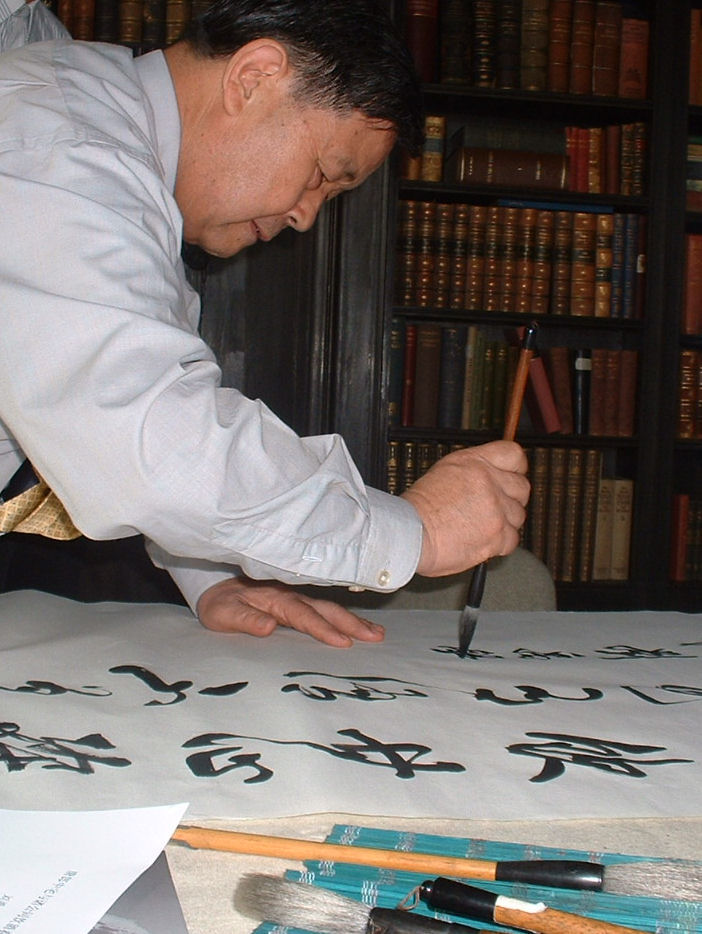
書寫
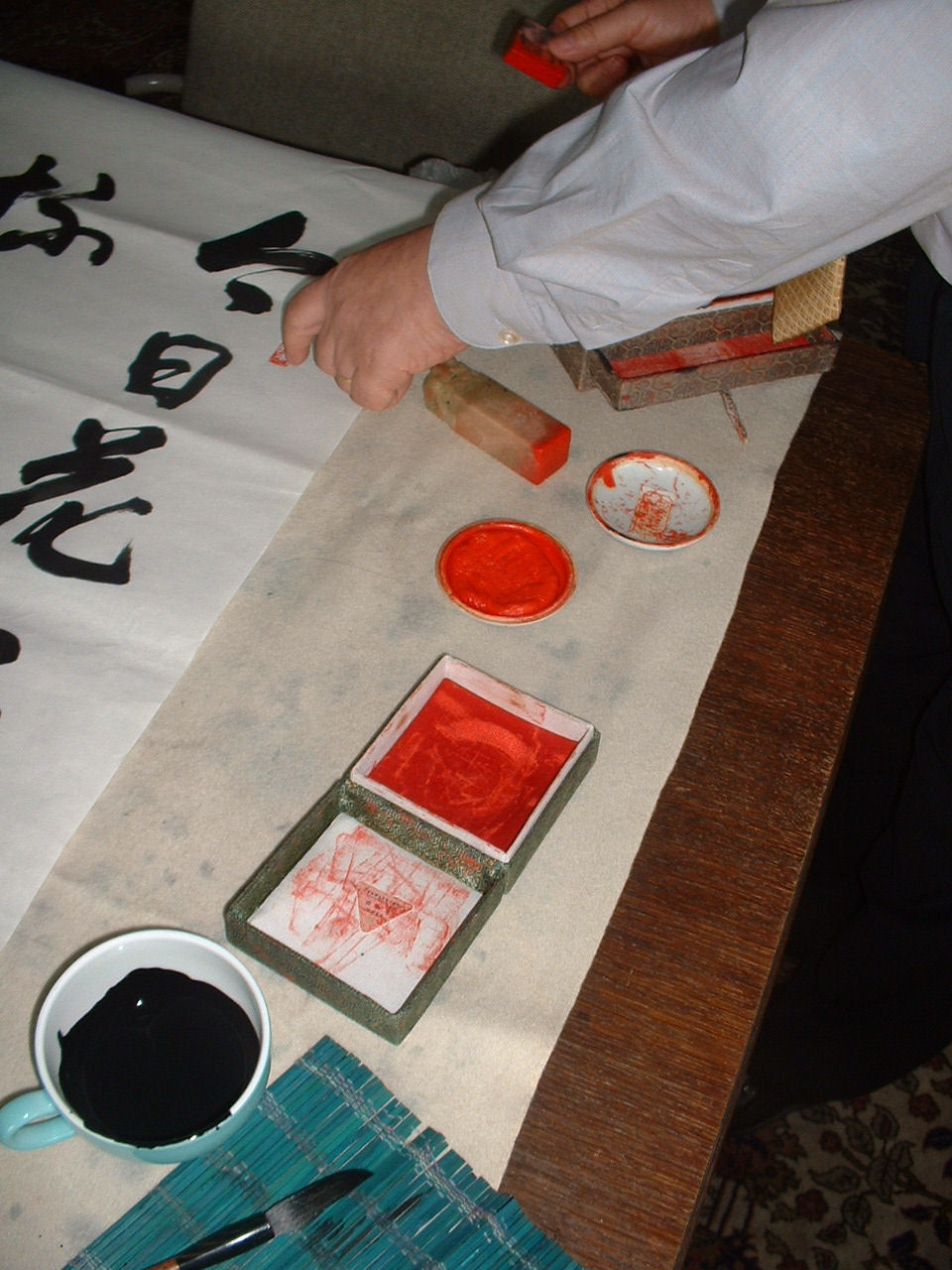
印章、硃砂
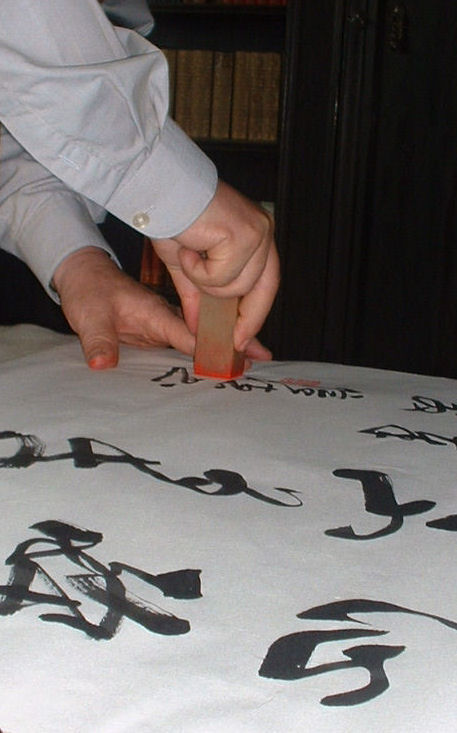
蓋章 (完)

### 中国书法

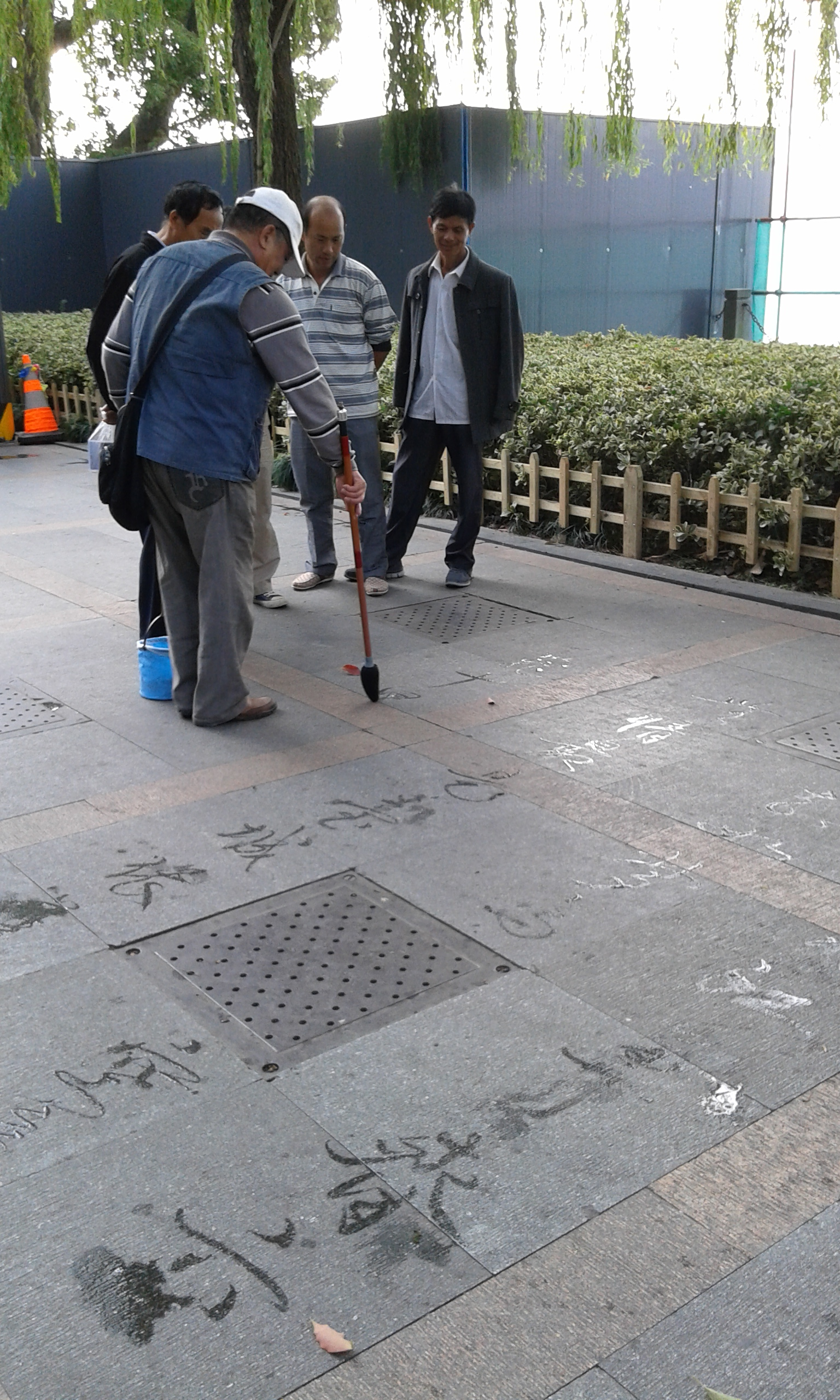
用水在地砖上练习书法

## 各地書法

### 日本書道
除漢字外，還包括假名書法。

### 韩国書藝
除漢字之外，亦包括諺文書藝。

### 越南書法
傳統上有漢字、喃字書法，拉丁化的國語字推行後，出現了國語字毛筆書法。

### 琉球書道
除漢字之外，亦包括琉球文書道。

## 學習書法的方法

### 臨帖

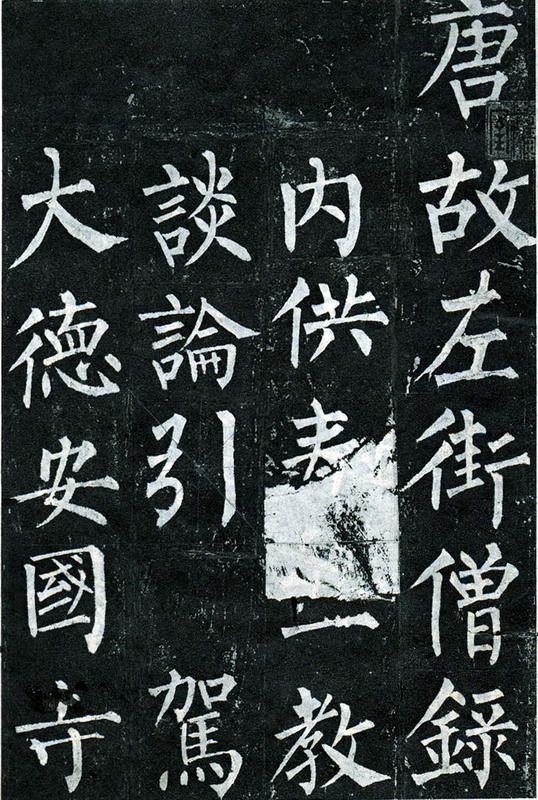
Xumitabei1

臨帖被認為是學習書法必須掌握的一項學習歷程，其中臨帖是臨摹中國古代書法家的各類作品，並從中學習古人的用筆精髓。其中學習書法者大多以楷書四大家為入門範本，另也有部分堅持以顏柳為入門基礎。例如歐陽詢《九成宮醴泉銘》，顏真卿《多寶塔碑》，柳公權《玄秘塔碑》，趙孟頫《膽巴碑》（別稱《龍興寺碑》）。

## 參閱
- 中國書法
- 日本書道
- 韩国書藝
- 越南書法
- 琉球書道
- 漢字書體
- 永字八法

## 外部連結
- Calligraphy alphabets （页面存档备份，存于）, a list of major historical scripts (simplified version) at Lettering Daily （页面存档备份，存于）
- 中的“東亞書法”
- French Renaissance Paleography （页面存档备份，存于） This is a scholarly maintained site that presents over 100 carefully selected French manuscripts from 1300 to 1700, with tools to decipher and transcribe them.